# Campionati Internazionali di Sicilia 2004
I Campionati Internazionali di Sicilia 2004 sono stati un torneo di tennis giocato sulla terra rossa. È stata la 25ª edizione dei Campionati Internazionali di Sicilia, che fanno parte della categoria International Series nell'ambito dell'ATP Tour 2004. Si sono giocati a Palermo in Italia, dal 27 settembre al 3 ottobre 2004.

## Campioni

### Singolare
Tomáš Berdych ha battuto in finale  Filippo Volandri con il punteggio di 6–3, 6–3

### Doppio
Lucas Arnold Ker /  Mariano Hood hanno battuto in finale  Gastón Etlis /  Martín Rodríguez con il punteggio di 7–5, 6–2